# Estádio Passo D’Areia
Estádio Passo D’Areia – stadion piłkarski, w Porto Alegre, Rio Grande do Sul, Brazylia, na którym swoje mecze rozgrywa klub Esporte Clube São José.

## Historia
- 1939 – nabycie 3,5 hektara ziemi pod budowę stadionu za 250 contos de réis
- 24 maja 1940 – inauguracja
- Maj 2005 – luty 2006 – przebudowa stadionu